# 1992-es Superbike-világbajnokság
Az 1992-es Superbike-világbajnokság volt a ötödik szezon a sportág történetében. A április 5-én kezdődő és október 25-én végződő bajnokságot az amerikai Doug Polen nyerte.

## Versenynaptár
|    | Dátum          | Helyszín           | Versenypálya      | 1. verseny győztese | 2. verseny győztese | Beszámoló |
| -- | -------------- | ------------------ | ----------------- | ------------------- | ------------------- | --------- |
| 1  | Április 5.     | Spanyolország      | Albacete          | Aaron Slight        | Raymond Roche       | Riport    |
| 2  | Április 20.    | Egyesült Királyság | Donington         | Raymond Roche       | Carl Fogarty        | Riport    |
| 3  | Május 10.      | Németország        | Hockenheim        | Doug Polen          | Doug Polen          | Riport    |
| 4  | Május 24.      | Belgium            | Spa Francorchamps | Rob Phillis         | Doug Polen          | Riport    |
| 5  | Június 21.     | Spanyolország      | Jarama            | Rob Phillis         | Doug Polen          | Riport    |
| 6  | Június 28.     | Ausztria           | Zeltweg           | Giancarlo Falappa   | Giancarlo Falappa   | Riport    |
| 7  | Július 19.     | Olaszország        | Mugello           | Raymond Roche       | Raymond Roche       | Riport    |
| 8  | Augusztus 23.  | Malájzia           | Johor Circuit     | Raymond Roche       | Doug Polen          | Riport    |
| 9  | Augusztus 30.  | Japán              | Sugo              | Doug Polen          | Doug Polen          | Riport    |
| 10 | Szeptember 13. | Hollandia          | Assen             | Doug Polen          | Giancarlo Falappa   | Riport    |
| 11 | Szeptember 29. | Olaszország        | Monza             | Fabrizio Pirovano   | Fabrizio Pirovano   | Riport    |
| 12 | Október 18.    | Ausztrália         | Phillip Island    | Kevin Magee         | Raymond Roche       | Riport    |
| 13 | Október 25.    | Új-Zéland          | Manfeild          | Doug Polen          | Giancarlo Falappa   | Riport    |

## Végeredmény

### Versenyző
|    | Versenyző            | Gyártó   | Pont | Győzelmek |
| -- | -------------------- | -------- | ---- | --------- |
| 1  | Doug Polen           | Ducati   | 371  | 9         |
| 2  | Raymond Roche        | Ducati   | 336  | 6         |
| 3  | Rob Phillis          | Kawasaki | 288  | 2         |
| 4  | Giancarlo Falappa    | Ducati   | 279  | 4         |
| 5  | Fabrizio Pirovano    | Yamaha   | 278  | 2         |
| 6  | Aaron Slight         | Kawasaki | 249  | 1         |
| 7  | Stéphane Mertens     | Ducati   | 182  | 0         |
| 8  | Daniel Amatriain     | Ducati   | 156  | 0         |
| 9  | Carl Fogarty         | Ducati   | 134  | 1         |
| 10 | Piergiorgio Bontempi | Kawasaki | 125  | 0         |
| 11 | Scott Russell        | Kawasaki | 83   | 0         |
| 12 | Kevin Magee          | Yamaha   | 71   | 1         |
| 13 | Fred Merkel          | Yamaha   | 65   | 0         |
| 14 | Christer Lindholm    | Yamaha   | 50   | 0         |
| 15 | Adrien Morillas      | Yamaha   | 46   | 0         |
| 16 | Davide Tardozzi      | Ducati   | 44   | 0         |
| 17 | Baldassarre Monti    | Honda    | 41   | 0         |
| 18 | Virginio Ferrari     | Ducati   | 35   | 0         |
| 19 | Andreas Hofmann      | Kawasaki | 31   | 0         |
|    | Jeffrey de Vries     | Yamaha   | 31   | 0         |
| 21 | Jehan d'Orgeix       | Kawasaki | 28   | 0         |
| 22 | John Reynolds        | Kawasaki | 26   | 0         |
| 23 | Fabrizio Furlan      | Ducati   | 25   | 0         |
| 24 | Shouichi Tsukamoto   | Kawasaki | 24   | 0         |
| 25 | Scott Doohan         | Yamaha   | 22   | 0         |
|    | Richard Arnaiz       | Honda    | 22   | 0         |
| 27 | Mat Mladin           | Kawasaki | 21   | 0         |
|    | Hervé Moineau        | Suzuki   | 21   | 0         |
| 29 | Jari Suhonen         | Yamaha   | 19   | 0         |
| 30 | Keiichi Kitagawa     | Kawasaki | 18   | 0         |
| 31 | Jean-Yves Mounier    | Yamaha   | 17   | 0         |
| 32 | Roger Kellenberger   | Yamaha   | 15   | 0         |
| 33 | Terry Rymer          | Kawasaki | 14   | 0         |
|    | Troy Corser          | Yamaha   | 14   | 0         |
| 35 | Christopher Haldane  | Yamaha   | 13   | 0         |
|    | Andreas Meklau       | Ducati   | 13   | 0         |
|    | Michael O’Connor     | Honda    | 13   | 0         |
|    | Takahiro Sohwa       | Kawasaki | 13   | 0         |
| 39 | Simon Crafar         | Honda    | 12   | 0         |
| 40 | Valerio Destefanis   | Ducati   | 11   | 0         |
|    | Mauro Lucchiari      | Yamaha   | 11   | 0         |

### Gyártó
|   | Gyártó   | Pont |
| - | -------- | ---- |
| 1 | Ducati   | 502  |
| 2 | Kawasaki | 385  |
| 3 | Yamaha   | 335  |
| 4 | Honda    | 80   |
| 5 | Suzuki   | 40   |